# Splashtop
Splashtop ist eine Produktfamilie mit Instant-on-Betriebssystem und verschiedenen Remote-Desktop-Lösungen des Softwareentwicklungsunternehmens Splashtop Inc.
Im Jahr 2006 als DeviceVM gegründet, brachte das Unternehmen zunächst eine spezielle Linux-Distribution heraus, die als besonders schnelles und vor Schadsoftware geschütztes „Virtual Appliance Environment“ (VAE) von PC-Hauptplatinen-Herstellern ins BIOS ihrer Produkte integriert werden konnte.
Inzwischen ist das Unternehmen aber vor allem durch „Splashtop Remote“ bekannt, eine Fernsteuerungs-Software für die Betriebssysteme Windows und Mac OS, die als Clients auch iPhone, iPod touch und iPad, den Kindle Fire oder Geräte mit Android bzw. HP webOS ermöglicht.

## Splashtop Remote-Technologie
Die neuere Produktlinie aus Desktop-Remote-Software besteht aus folgenden Anwendungen:
- Splashtop Remote Desktop ermöglicht, sich über Computer, Smartphone oder Tablet mit einem anderen Computer zu verbinden, dessen Steuerung zu übernehmen und die Bildschirmausgabe zu streamen.
- Splashtop Remote Browser erlaubt es, auf einem ferngesteuerten Computern den Standardbrowser zu öffnen und auf Smartphone, Tablet oder einem anderen Computer darzustellen.
- Splashtop Whiteboard verwandelt ein iPad oder Android-Tablet in ein interaktives Whiteboard.
- Splashtop CamCam steuert eine entfernte Webcam.
- Splashtop XDisplay ermöglicht die Verwendung eines iPad als erweiterter Bildschirm, auf den Anwendungsfenster von einem anderen Computer kabellos übertragen werden können.
- Splashtop Touchpad ermöglicht die Verwendung eines iPod Touch oder iPhone an einem anderen Computer als Fernsteuerung oder Funktastatur.

## Splashtop OS

### Konzept des Virtual Appliance Environment
Splashtop war zunächst als Embedded-Lösung für einen festen Einbau in Hardware vorgesehen. Anwender können sich noch ein oder mehrere zusätzliche Betriebssysteme installieren, haben aber auch ohne Installationsaufwand schon beim Systemstart eine Umgebung für verschiedene Anwendungen zum Surfen und Telefonieren übers Internet zur Verfügung. Weitere Vorteile bietet die Lösung bei Wartung und Reparatur, zum Beispiel für die Beseitigung von Schadsoftware.
Das System ist in nur etwa fünf Sekunden einsatzbereit und wird deshalb auch als „instant-on“ vermarktet.
Vorteile der „Instant-on“-Technologie sind:
- sehr viel schnelleres Starten des Betriebssystems;
- höhere Bereitschaft, das System auch zwischendurch auszuschalten (Energieeinsparung);
- als fest implementierte Systemsoftware gar nicht oder kaum veränderbar und daher gut gegen Angriffe geschützt;
- als vollständiges Betriebssystem erlaubt es einen festplattenlosen Computer;
- sehr schlanke Lösung mit geringer Anforderung an die Hardware.

Nachteile sind unter anderem:
- Treiber können nicht nachträglich ergänzt werden, so dass der Anwender bei Auswahl zusätzlicher Hardware auf wenige Geräte, meist nur das Angebot des Mainboardherstellers, beschränkt ist. Dies ist besonders problematisch, wenn keine Internetverbindung möglich ist, weil Treiber für nachträglich eingebaute WLAN-Komponenten fehlen.

Aktuellere Versionen wurden von größeren Computerherstellern in eigenem Design und mit eigener Markenbezeichnung, als Insta-boot (Acer), ExpressGate (Asus), Latitude ON (Dell), QuickWeb (HP), Quick Start (Lenovo), Smart ON (LG) und QuickWeb (Sony) vertrieben.

### Eigenschaften und Entwicklung
Splashtop besaß schon in der Betaversion eine grafische Benutzeroberfläche, einen Webbrowser auf Basis des Mozilla Firefox 3 mit Unterstützung des Adobe Flash Player 10 und IP-Telefonie mit Skype. Es verwendete Bootsplash, SquashFS, Blackbox (Fenstermanager), SCIM und den Linux-Kernel 2.6.20. Im Januar 2008 kamen LinDVD, ein Software-DVD-Player von Corel, Fotomanager, NTFS-Unterstützung für das Lesen und Schreiben auf Windows-Partitionen und Pidgin Instant Messaging hinzu. Die darauf folgende Version 2.0 verbesserte den Umgang mit UMTS, erlaubte benutzerspezifische Anpassungen des Desktop und ließ sich erstmals auch über Touchscreen steuern. Das Netbook Lenovo Ideapad S10-3t mit QuickStart, der Asus EeePC T91MT mit ExpressGate und weitere Geräte von Acer, LG und HP mit QuickWeb gehörten zu den ersten, die mit Splashtop 2.0 ausgeliefert wurden.
Splashtop erforderte zunächst einen eigenen mindestens 512 MB großen Flash-Speicher auf dem Mainboard, weshalb er vor allem Premium-Boards vorbehalten war, wie das ASUS P5E3 Deluxe/WiFi-AP, auf dem er erstmals eingesetzt wurde. Eine proprietäre Kernsoftware startet mit dem BIOS und lädt eine angepasste Linux-Distribution namens Virtual Appliance Environment (VAE) nach. Während diese VAE läuft, kann der Anwender „Virtuelle Applikationen“ (VA) starten. Für das niedrigere Preissegment können die Linux-Dateien auf der Festplatte abgelegt und über das BIOS von dort geladen werden.
Im Februar 2011 entschied man sich, mit Splashtop OS auf die Plattform MeeGO zu wechseln und damit die Möglichkeit zu eröffnen, Anwendungen über den Intel App-Store nachinstallieren zu können. Kurz darauf stand das System als kostenloser Download auch für Endanwender zur Nachinstallation auf Festplatte zur Verfügung. Im November folgte die Umstellung des Browsers von Mozilla Firefox auf Google Chrome und der Standardsuche von Google zu Bing. Seit Frühjahr 2012 steht diese Version des Splashtop OS jedoch nicht mehr zur Verfügung.

## Referenzen
1. ↑  Michael Larabel: SplashTop To Splash Onto Notebooks, Desktops. In: Phoronix. 9. Oktober 2007, abgerufen am 19. Mai 2012 (englisch).
2. ↑  Splashtop Availability. Splashtop, abgerufen am 19. Mai 2012 (englisch).
3. 1 2 3  Michael Larabel: ASUS Motherboard Ships With Embedded Linux, Web Browser. In: Phoronix. 6. Oktober 2007, abgerufen am 19. Mai 2012 (englisch).
4. ↑  Splashtop OS Preinstalled. Splashtop, archiviert vom Original (nicht mehr online verfügbar) am 1. Mai 2012; abgerufen am 19. Mai 2012 (englisch).  Info: Der Archivlink wurde automatisch eingesetzt und noch nicht geprüft. Bitte prüfe Original- und Archivlink gemäß Anleitung und entferne dann diesen Hinweis.
5. ↑  Michael Larabel: SplashTop Running On Prototype ASUS Notebook. In: Phoronix. 8. Januar 2008, abgerufen am 19. Mai 2012 (englisch).
6. ↑  Splashtop 2.0 is official and gets touchy. In: Splashtop Blog. 7. Januar 2010, archiviert vom Original (nicht mehr online verfügbar) am 29. Februar 2012; abgerufen am 19. Mai 2012 (englisch).  Info: Der Archivlink wurde automatisch eingesetzt und noch nicht geprüft. Bitte prüfe Original- und Archivlink gemäß Anleitung und entferne dann diesen Hinweis.
7. ↑  Avram Piltch: Splashtop 2.0 Hands-On: Customization, New Home Screen, Touch Support. In: Laptopmag.com. 6. Januar 2010, abgerufen am 19. Mai 2012 (englisch).
8. ↑  Sal Cangeloso: SplashTop’s Instant-On Linux Desktop. In: Geek.com. 9. Oktober 2007, archiviert vom Original (nicht mehr online verfügbar) am 16. Juli 2012; abgerufen am 19. Mai 2012 (englisch).  Info: Der Archivlink wurde automatisch eingesetzt und noch nicht geprüft. Bitte prüfe Original- und Archivlink gemäß Anleitung und entferne dann diesen Hinweis.
9. ↑  Patentanmeldung  US2009037496A1: Diagnostic Virtual Appliance. Angemeldet am 1. August 2008, veröffentlicht am 5. Februar 2009, Erfinder: Benedict T. Chong et Al.‌
10. ↑  Splashtop Presseerklärung: Splashtop Releases MeeGo-Based Splashtop OS for OEMs. 15. Februar 2011, archiviert vom Original (nicht mehr online verfügbar) am 8. Mai 2012; abgerufen am 19. Mai 2012 (englisch).  Info: Der Archivlink wurde automatisch eingesetzt und noch nicht geprüft. Bitte prüfe Original- und Archivlink gemäß Anleitung und entferne dann diesen Hinweis.
11. ↑  Schnellstart-System Splashtop OS kostenlos erhältlich. In: Heise online. 25. Februar 2011, abgerufen am 19. Mai 2012.
12. ↑  Michael Larabel: SplashTop Hooks Up With Bing, Chromium. In: Phoronix. 30. November 2010, abgerufen am 19. Mai 2012 (englisch).

## Informationsseiten
- Splashtop – Von Null auf Internet
- Booten ohne Verzögerung
- CPU Level Up – Wie jedermann den Prozessor auf Trab bringt